# Campeonato Sudamericano de Voleibol Femenino Sub-16 de 2017
El Campeonato Sudamericano de Voleibol Femenino Sub-16 de 2017 fue la quinta edición del torneo de voleibol femenino de selecciones categoría sub-16. Se llevó a cabo del 11 al 15 de octubre en Asunción (Paraguay). El evento fue organizado por la Federación Paraguaya de Voleibol (FPV) bajo la supervisión de la Confederación Sudamericana de Voleibol (CSV).

## Equipos participantes
Ocho selecciones confirmaron su participación en el torneo. Brasil y Venezuela decidieron no participar.
- Argentina
- Bolivia
- Chile
- Colombia
- Ecuador
- Paraguay (local)
- Perú
- Uruguay

## Formato de competición
El campeonato se desarrolló en tres etapas: fase clasificatoria, fase de semifinales y partidos de definición.
La fase clasificatoria consistió en un grupo único en el que las 8 selecciones participantes se enfrentaron bajo el sistema de todos contra todos, los equipos fueron clasificados en una tabla de posiciones de acuerdo a los siguientes criterios, en orden de aparición:
1. Puntos obtenidos, los cuales son otorgados de la siguiente manera:
  - Partido con resultado final 2-0 o 2-1: 2 puntos al ganador y 1 punto al perdedor (partidos jugados al mejor de tres sets).
2. Número de partidos ganados.
3. Proporción entre los sets ganados y los sets perdidos (Sets ratio).
4. Proporción entre los puntos ganados y los puntos perdidos (Puntos ratio).
5. Si el empate en puntos ratio persiste entre dos equipos se da prioridad al ganador del último partido jugado entre ambos. Si el empate es entre tres o más equipos se elabora una nueva clasificación tomando en cuenta solo los partidos jugados entre los equipos implicados.

Al finalizar los partidos de la fase clasificatoria los equipos ubicados en los últimos cuatro lugares pasan a disputar a clasificación del 5.° al 8.° puesto mientras que los equipos ubicados en los primeros cuatro lugares disputan la clasificación del 1.er al 4.° puesto.
Los partidos de la fase de semifinales fueron definidos de la siguiente manera:
| Semifinales 5.º al 8.º puesto - 5.º v 8.º - 6.º v 7.º | Semifinales 1.er al 4.° puesto - 1.º v 4.º - 2.º v 3.º |

Los perdedores de las semifinales del 5.º al 8.º puesto jugaron por el séptimo y octavo puesto mientras que los ganadores jugaron por el quinto y sexto puesto. Finalmente, los perdedores de las semifinales del 1.er al 4.° puesto disputaron el partido por el tercer y cuarto puesto mientras que los ganadores clasificaron a la final, partido en el cual se definió al campeón del torneo.
A diferencia de torneos de categorías mayores, en este campeonato los partidos solo consisten en dos sets y en caso de empate se juega un tercer sets a 15 puntos, excepto en los partidos por el tercer puesto y la final donde se juega con el sistema convencional del mejor de 5 sets.

## Resultados
- Las horas indicadas corresponden al huso horario local del Paraguay

### Fase clasificatoria
– Clasificados a las Semifinales.      – Clasificados a las Semifinales 5.º al 8.º puesto.
|      |           |      | Partidos | Partidos | Partidos | Sets | Sets | Sets  | Puntos | Puntos | Puntos |
| Pos. | Equipo    | Pts. | PJ       | PG       | PP       | SG   | SP   | Ratio | PG     | PP     | Ratio  |
| ---- | --------- | ---- | -------- | -------- | -------- | ---- | ---- | ----- | ------ | ------ | ------ |
| 1    | Perú      | 14   | 7        | 7        | 0        | 14   | 0    | MAX   | 350    | 199    | 1.507  |
| 2    | Chile     | 12   | 7        | 5        | 2        | 11   | 4    | 2.750 | 294    | 240    | 1.225  |
| 3    | Argentina | 12   | 7        | 5        | 2        | 11   | 5    | 2.200 | 360    | 274    | 1.313  |
| 4    | Colombia  | 11   | 7        | 4        | 3        | 8    | 8    | 1.000 | 323    | 334    | 0.967  |
| 5    | Ecuador   | 10   | 7        | 3        | 4        | 6    | 9    | 0.666 | 290    | 343    | 0.845  |
| 6    | Paraguay  | 9    | 7        | 2        | 5        | 5    | 11   | 0.454 | 251    | 296    | 0.847  |
| 7    | Uruguay   | 9    | 7        | 2        | 5        | 4    | 11   | 0.363 | 321    | 362    | 0.828  |
| 8    | Bolivia   | 7    | 7        | 0        | 7        | 3    | 14   | 0.214 | 272    | 380    | 0.715  |

| Fecha         | Hora  | Equipo 1  | Res.  | Equipo 2  | Set 1 | Set 2 | Set 3 | Total   | Reporte |
| ------------- | ----- | --------- | ----- | --------- | ----- | ----- | ----- | ------- | ------- |
| 11 de octubre | 9:00  | Chile     | 2 – 0 | Bolivia   | 25-18 | 25-7  |       | 50 – 25 | Reporte |
| 11 de octubre | 10:00 | Argentina | 1 – 2 | Paraguay  | 21-25 | 25-14 | 16-18 | 62 – 57 | Reporte |
| 11 de octubre | 11:00 | Ecuador   | 0 – 2 | Colombia  | 16-25 | 23-25 |       | 39 – 50 | Reporte |
| 11 de octubre | 12:00 | Uruguay   | 0 – 2 | Perú      | 12-25 | 11-25 |       | 23 – 50 | Reporte |
| 11 de octubre | 16:00 | Bolivia   | 1 – 2 | Ecuador   | 20-25 | 25-16 | 13-15 | 58 – 56 | Reporte |
| 11 de octubre | 17:00 | Colombia  | 0 – 2 | Chile     | 20-25 | 17-25 |       | 37 – 50 | Reporte |
| 11 de octubre | 18:00 | Paraguay  | 1 – 2 | Uruguay   | 25-20 | 19-25 | 13-15 | 57 – 60 | Reporte |
| 11 de octubre | 20:00 | Perú      | 2 – 0 | Argentina | 25-20 | 25-21 |       | 50 – 41 | Reporte |
| 12 de octubre | 9:00  | Ecuador   | 2 – 0 | Uruguay   | 25-22 | 25-18 |       | 50 – 40 | Reporte |
| 12 de octubre | 10:00 | Colombia  | 2 – 0 | Paraguay  | 25-11 | 25-18 |       | 50 – 29 | Reporte |
| 12 de octubre | 11:00 | Bolivia   | 0 – 2 | Perú      | 13-25 | 14-25 |       | 27 – 50 | Reporte |
| 12 de octubre | 12:00 | Chile     | 1 – 2 | Argentina | 25-17 | 23-25 | 12-15 | 60 – 57 | Reporte |
| 12 de octubre | 16:30 | Uruguay   | 2 – 1 | Bolivia   | 25-11 | 22-25 | 15-7  | 62 – 43 | Reporte |
| 12 de octubre | 17:30 | Perú      | 2 – 0 | Chile     | 25-15 | 25-19 |       | 50 – 34 | Reporte |
| 12 de octubre | 18:30 | Argentina | 2 – 0 | Colombia  | 25-16 | 25-16 |       | 50 – 32 | Reporte |
| 12 de octubre | 19:30 | Paraguay  | 0 – 2 | Ecuador   | 22-25 | 23-25 |       | 45 – 50 | Reporte |
| 13 de octubre | 9:00  | Perú      | 2 – 0 | Colombia  | 25-17 | 25-13 |       | 50 – 30 | Reporte |
| 13 de octubre | 10:00 | Bolivia   | 0 – 2 | Paraguay  | 19-25 | 15-25 |       | 34 – 50 | Reporte |
| 13 de octubre | 11:00 | Chile     | 2 – 0 | Uruguay   | 25-16 | 25-17 |       | 50 – 33 | Reporte |
| 13 de octubre | 12:00 | Argentina | 2 – 0 | Ecuador   | 25-15 | 25-11 |       | 50 – 26 | Reporte |
| 13 de octubre | 16:30 | Colombia  | 2 – 1 | Bolivia   | 25-23 | 22-25 | 15-11 | 62 – 59 | Reporte |
| 13 de octubre | 17:30 | Ecuador   | 0 – 2 | Perú      | 14-25 | 17-25 |       | 31 – 50 | Reporte |
| 13 de octubre | 18:30 | Uruguay   | 0 – 2 | Argentina | 18-25 | 14-25 |       | 32 – 50 | Reporte |
| 13 de octubre | 19:30 | Paraguay  | 0 – 2 | Chile     | 18-25 | 21-25 |       | 39 – 50 | Reporte |
| 14 de octubre | 9:00  | Colombia  | 2 – 1 | Uruguay   | 25-19 | 22-25 | 15-13 | 62 – 57 | Reporte |
| 14 de octubre | 10:00 | Paraguay  | 0 – 2 | Perú      | 5-25  | 8-25  |       | 13 – 50 | Reporte |
| 14 de octubre | 11:00 | Chile     | 2 – 0 | Ecuador   | 26-24 | 25-12 |       | 51 – 36 | Reporte |
| 14 de octubre | 12:00 | Argentina | 2 – 0 | Bolivia   | 25-12 | 25-14 |       | 50 – 26 | Reporte |

### Fase final

#### Clasificación 5.º al 8.º puesto
|  | Semifinales 5.º al 8.º puesto | Semifinales 5.º al 8.º puesto |   |          | Partido 5.º y 6.º puesto | Partido 5.º y 6.º puesto |  |
|  |                               |                               |   |          |                          |                          |  |
|  |                               |                               |   |          |                          |                          |  |
|  | Paraguay                      | 0                             |   |          |                          |                          |  |
|  | Uruguay                       | 2                             |   |          |                          |                          |  |
|  |                               |                               |   |          |                          |                          |  |
|  |                               |                               |   |          |                          |                          |  |
|  |                               |                               |   |          | Uruguay                  | 2                        |  |
|  |                               | Bolivia                       | 1 |          |                          |                          |  |
|  |                               |                               |   |          |                          |                          |  |
|  |                               |                               |   |          |                          |                          |  |
|  |                               |                               |   |          | Partido 7.º y 8.º puesto |                          |  |
|  |                               |                               |   |          |                          |                          |  |
|  | Ecuador                       | 1                             |   | Paraguay | 2                        |                          |  |
|  | Bolivia                       | 2                             |   |          | Ecuador                  | 0                        |  |

##### Semifinales 5.º al 8.º puesto
| Fecha         | Hora  | Equipo 1 | Res.  | Equipo 2 | Set 1 | Set 2 | Set 3 | Total   | Reporte |
| ------------- | ----- | -------- | ----- | -------- | ----- | ----- | ----- | ------- | ------- |
| 14 de octubre | 16:30 | Paraguay | 0 – 2 | Uruguay  | 17-25 | 20-25 |       | 37 – 50 | Reporte |
| 14 de octubre | 17:30 | Ecuador  | 1 – 2 | Bolivia  | 25-12 | 18-25 | 13-15 | 56 – 52 | Reporte |

##### Partido por el 7.º y 8.º puesto
| Fecha         | Hora  | Equipo 1 | Res.  | Equipo 2 | Set 1 | Set 2 | Set 3 | Total  | Reporte |
| ------------- | ----- | -------- | ----- | -------- | ----- | ----- | ----- | ------ | ------- |
| 15 de octubre | 10:00 | Paraguay | 2 – 0 | Ecuador  | 25-0  | 25-0  |       | 50 – 0 | Reporte |

##### Partido por el 5.º y 6.º puesto
| Fecha         | Hora  | Equipo 1 | Res.  | Equipo 2 | Set 1 | Set 2 | Set 3 | Total   | Reporte |
| ------------- | ----- | -------- | ----- | -------- | ----- | ----- | ----- | ------- | ------- |
| 15 de octubre | 11:00 | Uruguay  | 2 – 1 | Bolivia  | 25-23 | 23-25 | 15-9  | 63 – 57 | Reporte |

#### Clasificación1.eral 4.º puesto
|  | Semifinales | Semifinales |   |       | Final                     | Final |  |
|  |             |             |   |       |                           |       |  |
|  |             |             |   |       |                           |       |  |
|  | Chile       | 0           |   |       |                           |       |  |
|  | Argentina   | 2           |   |       |                           |       |  |
|  |             |             |   |       |                           |       |  |
|  |             |             |   |       |                           |       |  |
|  |             |             |   |       | Argentina                 | 3     |  |
|  |             | Perú        | 1 |       |                           |       |  |
|  |             |             |   |       |                           |       |  |
|  |             |             |   |       |                           |       |  |
|  |             |             |   |       | Partido 3.er y 4.º puesto |       |  |
|  |             |             |   |       |                           |       |  |
|  | Perú        | 2           |   | Chile | 3                         |       |  |
|  | Colombia    | 0           |   |       | Colombia                  | 1     |  |

##### Semifinales
| Fecha         | Hora  | Equipo 1 | Res.  | Equipo 2  | Set 1 | Set 2 | Set 3 | Total   | Reporte |
| ------------- | ----- | -------- | ----- | --------- | ----- | ----- | ----- | ------- | ------- |
| 14 de octubre | 18:30 | Chile    | 0 – 2 | Argentina | 12-25 | 19-25 |       | 31 – 50 | Reporte |
| 14 de octubre | 19:30 | Perú     | 2 – 0 | Colombia  | 25-17 | 25-13 |       | 50 – 30 | Reporte |

##### Partido por el3.ery 4.° puesto
| Fecha         | Hora  | Equipo 1 | Res.  | Equipo 2 | Set 1 | Set 2 | Set 3 | Set 4 | Set 5 | Total   | Reporte |
| ------------- | ----- | -------- | ----- | -------- | ----- | ----- | ----- | ----- | ----- | ------- | ------- |
| 15 de octubre | 12:00 | Chile    | 3 – 1 | Colombia | 25-21 | 25-18 | 23-25 | 25-14 |       | 98 – 78 | Reporte |

##### Final
| Fecha         | Hora  | Equipo 1  | Res.  | Equipo 2 | Set 1 | Set 2 | Set 3 | Set 4 | Set 5 | Total   | Reporte |
| ------------- | ----- | --------- | ----- | -------- | ----- | ----- | ----- | ----- | ----- | ------- | ------- |
| 15 de octubre | 13:00 | Argentina | 3 – 1 | Perú     | 25-16 | 23-25 | 25-20 | 26-24 |       | 99 – 85 | Reporte |

## Clasificación final
| Pos.              | Equipo    |
| ----------------- | --------- |
| Medalla de oro    | Argentina |
| Medalla de plata  | Perú      |
| Medalla de bronce | Chile     |
| 4                 | Colombia  |
| 5                 | Uruguay   |
| 6                 | Bolivia   |
| 7                 | Paraguay  |
| 8                 | Ecuador   |